# Miagrammopes ciliatus
Miagrammopes ciliatus là một loài nhện trong họ Uloboridae.
Loài này thuộc chi Miagrammopes. Miagrammopes ciliatus được Alexander Petrunkevitch miêu tả năm 1926.